# Chamaesphecia schroederi
Chamaesphecia schroederi is een vlinder uit de familie wespvlinders (Sesiidae), onderfamilie Sesiinae.
De wetenschappelijke naam van de soort is voor het eerst geldig gepubliceerd door Toševski in 1993. De soort komt voor in het Palearctisch gebied.